# Íslendingabók (base de dades genealògica)
L'Íslendingabók (ˈistlɛntiŋkaˌpouk, pronunciació en nòrdic antic: [ˈiːslɛndɪŋgaˌboːk], literalment Llibre dels islandesos) és una base de dades creada per l'empresa biotecnològica islandesa deCODE genetics i en Friðrik Skúlason, i és un intent de conservar i difondre la genealogia de tots els ciutadans d'Islàndia de tots els temps dels que es pugui trobar alguna referència. La necessitat i l'èxit d'aquesta iniciativa només es poden entendre pel fet que la singularitat del nom islandès, sense cognoms familiars, fa impossible conèixer a simple vista la genealogia d'una persona, com sí que seria normal a qualsevol altre país. L'Íslendingabók pren el seu nom de la primera història d'Islàndia.

## Història
La genealogia ha estat un entreteniment per als islandesos des de fa segles, i té les seves arrels a la política medieval. Els textos islandesos més antics, plens d'informació genealògica, han sobreviscut fins als temps moderns i tant estudiosos com afeccionats han contribuït a mantenir els coneixements genealògics al llarg de tota la història.
Al principi de 1988, Friðrik Skúlason va patentar un programa informàtic que permet enregistrar informació familiar i començar a compilar una base de dades de genealogia islandesa amb el propòsit d'arribar a reunir tota la informació genealògica islandesa que sigui possible trobar.
El 1997 l'empresa deCODE genetics i Skúlason van acordar accelerar la compilació de la base de dades i permetre a l'empresa utilitzar-la per a la seva recerca en genètica mèdica.
El gener de 2003, l'Íslendingabók es va posar a disposició del públic a la web per a tots els ciutadans islandesos, gratuïtament. El llançament de la pàgina web va generar molta expectació i en només un mes un terç de la població del país ja havia accedit a la base de dades.
Per celebrar el 10è aniversari de la pàgina web, el creadors de l'Íslendingabók, amb la col·laboració de la Universitat d'Islàndia, van convocar una competició de creadors d'apps per a estudiants universitaris. L'equip guanyador, anomenat Sad Engineers Studio, es va endur un premi d'1 milió de corones islandeses. El projecte guanyador es va implementar als mòbils Android i va provocar una gran expectació mediàtica internacional.

## Contingut i fiabilitat
L'agost de 2017 la base de dades contenia informació sobre 864.000 individus, més o menys la meitat de tota la població que ha tingut Islàndia des de la primera colonització escandinava de l'illa, en el segle IXè. Els islandesos nascuts els segles XX i XXI s'hi troben documentats al 100%, i s'estima que també hi són el 95% dels nascuts els segles xviii i xix. Cada fitxa relativa a un individu conté informació sobre els pares, els germans, les parelles i els fills, amb les dates i llocs de naixement i mort de cadascú. Les connexions entre parents es calcula que arriben al 95,5% per a tots els individus nascuts a partir de 1900.
Un estudi sobre les mutacions de l'ADN mitocondrial, basat en les dades de l'Íslendingabók, indica que els llinatges matrilineals de la base de dades són exactes en un 99,3%, i en un altre estudi sobre distribució de descendents es demostra que els casos de falsa paternitat son l'1,49% per cada generació, incloent els errors de manipulació al laboratori.

## Ús
L'accés al web de l'Íslendingabók està limitat a les persones que disposen del document nacional d'identitat islandès (kennitala). Cada usuari pot accedir a la informació sobre llur família extensa, definida com el conjunt dels seus ancestres més tots els descendents dels seus besavis. A més, cada usuari pot veure la informació relativa a qualsevol individu que hagi nascut abans de l'any 1700. Els usuaris tenen la possibilitat de traçar la seva relació amb qualsevol altre individu inclòs a la base de dades.
Per l'agost de 2017, l'Íslendingabók tenia 225.000 usuaris registrats, que són la gran majoria dels 344.000 habitants actuals del país. Una mitjana de 2.600 usuaris s'hi connecta cada dia.
Aquesta base de dates serveix per a les investigacions que fa deCODE, tot i que tractant sempre les dades de forma anònima, sense noms ni cap altra dada identificativa dels individus, d'acord amb l'Autoritat Islandesa de Protecció de Dades. Si la investigació descobreix qualsevol discrepància entre la informació genètica i la informació genealògica, simplement es retira la dada de l'estudi i no es fa cap correcció a la base de dades.

## Manteniment
Un nombrós equip de persones es va dedicar a la construcció de l'Íslendingabók i ara al seu manteniment. S'hi posa el mateix èmfasi en endreçar les dades històriques que en posar al dia la informació relativa a la població islandesa actual, introduint els nounats i actualitzant les connexions i relacions entre els diversos individus. Els usuaris de la web han aportat més de 50.000 correccions i dades genealògiques noves a la base de dades.

## Acceptació i rebuig
Malgrat les crítiques generalitzades a un projecte encara més ampli de crear una base de dades per al sector de la salut, que combinaria dades genealògiques, mèdiques i genètiques, l'Íslendingabók concretament s'ha fet molt popular:
la resposta a les genealogies a la web va ser impressionant. El "Llibre dels islandesos" ha esdevingut un entreteniment popular a les nits. En poques setmanes, cent mil islandesos, una part molt substancial de la població total de tres-cents mil, ja havia demanat un password per poder explorar les seves relacions amb veïns, col·legues i amics […] Aviat la base de dades es va convertir en un joc de taula. Les notícies dels diaris i les discussions on line indiquen que les famílies cerquen activament les seves connexions genealògiques aprofitant qualsevol trobada social informal, incloent els àpats.
Actualment rep unes 1.000 entrades al dia els caps de setmana i 1.500 entre setmana.
Tanmateix, la base de dades ha estat criticada per revelar relacions que algunes persones haurien volgut amagar, especialment en casos d'il·legitimitat.
Els editors de l'Íslendingabók van ser denunciats pels editors de Genealogic Islandorum, uns estudis genealògics que havien estat utilitzats per confeccionar la base de dades, amb l'argument que deCODE hauria plagiat les seves publicacions. El cas ha arribat al Tribunal Suprem d'Islàndia.